# 杜卫
杜卫（1957年—），男，汉族，浙江东阳人，中华人民共和国政治人物，曾任浙江科技学院院长，杭州师范大学校长，第十一、十二、十三届全国政协委员。

## 生平
2008年，当选第十一届全国政协委员，代表无党派人士，分入第十五组。2013年，当选第十二届全国政协委员，担任杭州师范大学校长。2018年1月，免去杭州师范大学校长职务，当选第十三届全国政协委员。